# Spinning Around
Spinning Around is een nummer van de Australische zangeres Kylie Minogue uit 2000. Het is de eerste single van haar zevende studioalbum Light Years.
"Spinning Around" werd mede geschreven door Paula Abdul, die aanvankelijk met het nummer een muzikale comeback wilde maken. Uiteindelijk bleef die comeback uit en besloot Abdul te jureren in American Idol. Abdul gaf het nummer aan Minogue, die wél een comeback maakte met het nummer; haar vorige album was immers geen groot succes en haar vorige hit dateerde van vijf jaar eerder. "Spinning Around" werd in diverse landen een grote hit, met bijvoorbeeld een nummer 1-positie in Minogue's thuisland Australië. In het Nederlandse taalgebied was het nummer iets minder succesvol; het haalde een bescheiden 30e positie in de Nederlandse Top 40 en de 35e positie in de Vlaamse Ultratop 50.